# Rzemiechów
Rzemiechów – wieś w Polsce, położona w województwie wielkopolskim, w powiecie krotoszyńskim, w gminie Kobylin.
| SIMC    | Nazwa    | Rodzaj      |
| ------- | -------- | ----------- |
| 0371363 | Kuklinów | osada leśna |

W latach 1975–1998 miejscowość administracyjnie należała do województwa leszczyńskiego.
W okresie Wielkiego Księstwa Poznańskiego (1815–1848) miejscowość należała do wsi większych w ówczesnym pruskim powiecie Krotoszyn w rejencji poznańskiej. Rzemiechów należał do okręgu kobylińskiego tego powiatu i stanowił część majątku Kuklinów, którego właścicielem był wówczas Józef Chełkowski. Według spisu urzędowego z 1837 roku wieś liczyła 196 mieszkańców, którzy zamieszkiwali 19 dymów (domostw). Wzmiankowana była także polana leśna Rzemiechów (jeden dom, 4 osoby).